# Ашкелонський національний парк
Національний парк Ашкелон (івр. גן לאומי אשקלון) — ізраїльський національний парк, розташований уздовж берега Середземного моря, на південний захід від міста Ашкелон.

## Місце розташування
Національний парк розташований в самому серці стародавнього Ашкелона. Він оточений стіною, яка була побудована в середині ХІІ століття за халіфату Фатімідів. Стіна була спочатку 2200 метрів в довжину, 50 метрів в ширину і 15 метрів у висоту. Залишки стін розташовані у східній та південній частині національного парку.

## Історія
Численні археологічні знахідки підтвердили наявність різних цивілізацій, які жили в цьому місці у різні епохи, у тому числі ханаанеї, філістимляни, перси, фінікійці, греки, римляни, візантійці, мусульмани та хрестоносці.

## Археологічні знахідки
У 1815 році леді Естер Стенхоуп провела перші розкопки у Палестині. Використовуючи середньовічний італійський рукопис як керівництво, вона вмовила османські власті дозволити розкопки у пошуках великого скарбу золотих монет, нібито захованого під руїнами ашкелонської мечеті. Губернатору Яффа Мухаммеду-аги абу Наббуту було наказано супроводжувати її. На другий день розкопок на глибині трьох або чотирьох футів був виявлений стрічковий фундамент мечеті, а також фрагменти мармурових колон, коринфська капітель, фаянсовий посуд і дві маленькі глиняні чаші. Подальші дослідження показали кілька різних етапів в історії будівлі: мабуть, спочатку це був язичницький храм, потім перетворений на церкву, а потім в мечеть. Головною знахідкою стала безголова антична мармурова статуя заввишки у сім футів, яка за розпорядженням Стенхоуп була розбита і викинута в море. У 1980-ті роки було висловлено припущення, що це було зроблено з побоювання переслідувань з боку турецької влади.
У 1921 році Британська школа археології в Єрусалимі почала розкопки в Ашкелоні, основною метою яких були об'єкти, які сторіччям раніше були виявлені Стенхоуп. В результаті були знайдені залишки колон і мармурових статуй; найбільш ранні знахідки датувалися епохою Ірода І Великого — саме в цей час було, очевидно, побудовано будівлю булевтерія (місця засідань міської ради). У 1985 році археолог Гарвардського університету Лоуренс Стаджер провів розкопки морського порту. Починаючи з 2007 року розкопки були спрямовані на період ранньої залізної доби та пізнього бронзового століття. У 2007 році з допомогою георадара були знайдені рештки укріплень ісламського періоду і базиліка, побудована на місці римського форуму. У 2009 році георадари і зонди були використані одночасно для вивчення середньовічних укріплень міста.